# Доходный дом Духиева

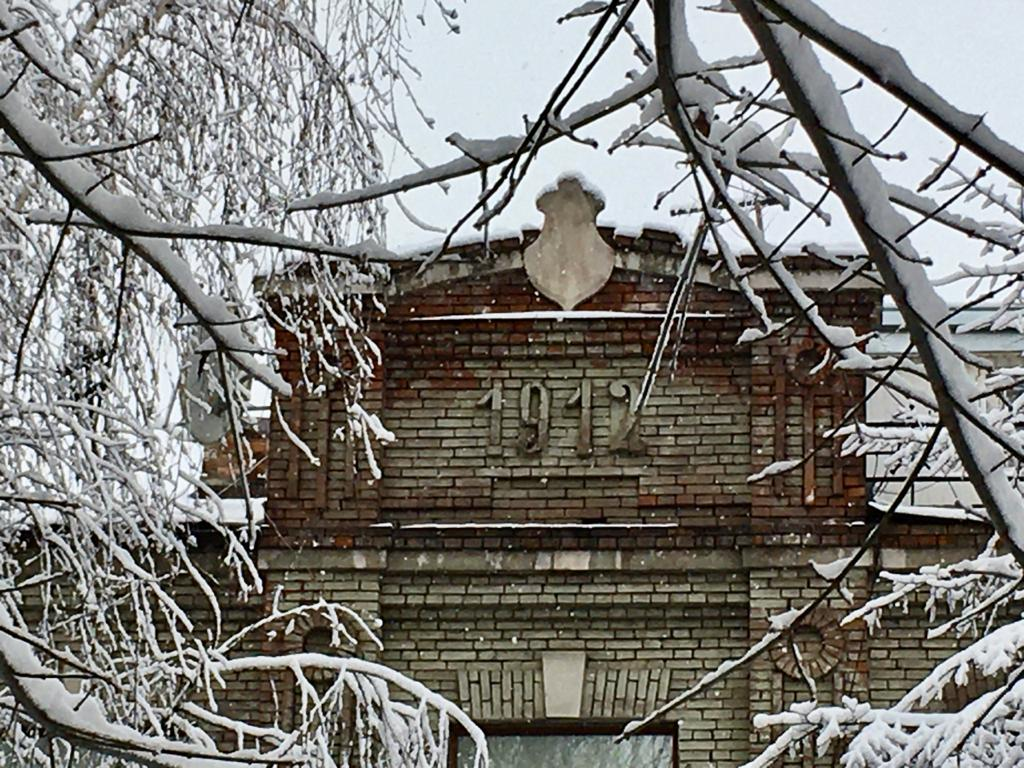
Год постройки

Доходный дом Духиева — памятник архитектуры во Владикавказе, Северная Осетия. Выявленный объект культурного наследия России и культурного наследия Северной Осетии. Находится в историческом центре города на улице Тамаева, д. 21.
Двухэтажное здание в стиле модерн построено в 1912 году по проекту городского архитектора Е. И. Дескубеса Дом предназначался для сдачи в аренду квартиросъёмщикам среднего достатка. Квартиры имели минимальные коммунальные удобства. Уборные находились во дворе, имеющим характер колодца.
В настоящее время является жилым домом.
Архитектура
План дома спроектирован на сложном рельефе с резким уклоном. Архитектор выгодно использовал сложившуюся ситуацию, создав в подвальном пространстве дополнительные жилые помещения.
Цоколь здания сделан из естественного тесаного камня. Стены, первоначально выложенные красным камнем, позднее были покрашены известью. На стенах фасада находятся характерные для стиля модерн вертикальные полосы.